# Droga ekspresowa R9 (Słowacja)
Droga ekspresowa R9 (słow. rýchlostná cesta R9) – była planowana droga ekspresowa na terenie Słowacji. Miała połączyć miejscowość Lipníky (R4) z granicą słowacko-ukraińską w miejscowości Ubľa. Miała przebiegać korytarzami dróg krajowych I kategorii I/18 i I/74. Dokładny przebieg i długość nie są znane, ponieważ nie przygotowano dokumentów i studiów budowy. Ostatecznie nie zostanie zrealizowana, ze względu na biegnącą niedaleko autostradę D1 w tym samym kierunku, co planowana droga ekspresowa R9, oraz ze względu na niskie natężenie ruchu w korytarzu drogi (ok. 6000 pojazdów/dobę).
W 2016 roku zdecydowano o przebudowie dróg I/18 i I/74.

## Przebieg
- Lipníky (R4)
- Humenné
- Snina
- Ubľa